# Riu Traisen
El riu Traisen (pronunciació alemanya: [ˈtʀaɪ̯zn̩] ( escolteu-ho)) és un riu de la Baixa Àustria.
El Traisen és el resultat de la unió dels rius Recht-Traisen i Unrecht-Traisen. És un afluent del Danubi a la regió de Mostviertel. Els dos rius que el conformen neixen a prop: a St. Aegyd am Neuwalde i a Türnitz respectivament. Després d'unir-se passen per les poblacions de Türnitz, Lilienfeld, Traisen, Wilhelmsburg, i St. Pölten, abans de morir al Danubi a Traismauer. Deguta la construcció de la Factoria Altenwörth, les boques del Traisen van ser remogudes fins Altenwörth, al municipi de Kirchberg am Wagram.
Durant les greus inundacions del juliol de 1997, molts d'aquests municipis van resultar severament anegats.